# Udo Hahn
Udo Hahn (* 9. Mai 1962 in Lauf an der Pegnitz) ist ein deutscher evangelisch-lutherischer Theologe, Pfarrer und Publizist.

## Ausbildung
Hahn studierte von 1982 bis 1989 Evangelische Theologie in Erlangen, Neuendettelsau und München. Sein erstes theologisches Examen legte er 1989 in der Evangelisch-Lutherischen Kirche in Bayern ab. Von 1995 bis 1997 war er als Gastvikar in der Evangelischen Kirche im Rheinland tätig. Nach dem zweiten theologischen Examen 1997 in der Evangelischen Kirche im Rheinland wurde Hahn 1998 zum Pfarrer der Evangelisch-Lutherischen Kirche in Bayern ordiniert.

## Beruflicher Werdegang
Hahn war von 1986 bis 1989 Redakteur beim Evangelischen Sonntagsblatt aus Bayern in Rothenburg o. d. Tauber. Von 1989 bis 1999 leitete er das Ressort Christ und Welt/Evangelische Kirche beim Rheinischen Merkur in Bonn.
Von 1999 bis 2011 war er als Oberkirchenrat der Pressesprecher der Vereinigten Evangelisch-Lutherischen Kirche Deutschlands (VELKD) und beim Deutschen Nationalkomitee (DNK) des Lutherischen Weltbundes (LWB) mit Sitz in Hannover.
Seit deren Gründung im Jahr 2000 bis 2012 war er Vorsitzender der Jury des Predigtpreises, der vom Verlag für die deutsche Wirtschaft AG gestiftet wurde.
Von 2000 bis 2007 arbeitete er nebenamtlich als Pressesprecher der Gemeinschaft Evangelischer Kirchen in Europa (GEKE).
Seit 2005 war Hahn neben seinen Aufgaben bei VELKD und DNK auch Leiter des Referates Medien und Publizistik der Evangelischen Kirche in Deutschland (EKD) in Hannover und „koordinierte die Medienpolitik der EKD auf Bundesebene (u. a. Gemeinschaftswerk der Evangelischen Publizistik mit epd Zentralredaktion, evangelisch.de, chrismon, Rundfunk- und Fernseharbeit; EIKON, Matthias-Film). Dabei vertrat er die Kirche in verschiedenen Fernsehgremien und der Filmförderung, war für den Jugendmedienschutz und die Öffentlichkeitsarbeit zuständig sowie für die Koordination der Fundraisingbeauftragten der Landeskirchen.“
Am 1. Juni 2011 übernahm er das Amt des Direktors der Evangelischen Akademie in Tutzing. Im Mai 2012 wurde er in den Vorstand der Evangelischen Akademien in Deutschland e. V. (EAD) gewählt.
Er ist Autor und Herausgeber zahlreicher religiöser Sachbücher sowie spiritueller Texte.

## Auszeichnungen
1995 wurde Hahn mit der Martin-Luther-Medaille in Gold für herausragende publizistische Leistungen durch den Martin-Luther-Verein in Bayern ausgezeichnet.
Im Februar 2011 wurde ihm der US-amerikanische Medienpreises Movieguide Award in Los Angeles verliehen.

## Veröffentlichungen
- (Hrsg.) Das kleine ABC des Predigthörens. Was eine gute Predigt auszeichnet. CMZ-Verlag, Rheinbach 2003, ISBN 3-87062-062-5.
- Das 1 x 1 der Ökumene. Das Wichtigste über den Dialog der Kirchen. Neukirchener Verlagshaus, Neukirchen-Vluyn 2003, ISBN 3-7975-0053-X.
- Gottesdienst, Grundbegriffe Christentum, Gütersloher Verlagshaus, Gütersloh 2000, ISBN 978-3-579-00682-6.
- Predigt zu 1. Petrus 3,15 (2011). In: Predigtdatenbank des Predigtpreises, abgerufen am 12. Januar 2016.